# Röhrenbach
Röhrenbach är en ort och kommun  i Österrike. Den ligger i distriktet Horn i förbundslandet Niederösterreich, 80 km nordväst om huvudstaden Wien. 
Kommunen består av åtta orter (Ortschaften) (inom parentes invånarantal 1 januari 2024):

- Feinfeld (83)
- Germanns (18)
- Gobelsdorf (29)
- Greillenstein (11)
- Neubau (41)
- Röhrenbach (149)
- Tautendorf (40)
- Winkl (115)